# Pyrrosia elaeagnifolia
Pyrrosia elaeagnifolia är en stensöteväxtart som först beskrevs av Jean Baptiste Bory de Saint-Vincent och som fick sitt nu gällande namn av Peter Hans Hovenkamp.
Pyrrosia elaeagnifolia ingår i släktet Pyrrosia och familjen Polypodiaceae. Inga underarter finns listade i Catalogue of Life.